# Flerohopp
Flerohopp är en småort (före 2023 tätort) i Nybro kommun i Kalmar län. 

## Historia
Flerohopp har varit en bruksort uppbyggd kring järnbruket som grundades på platsen 1725. Namnet Flerohopp kommer av förstavelserna i namnen på järnbrukets tre grundare: G.W. Fleetwood, G.F. Rothlieb och C.D. Hoppenstedt. Råvaran till järnbruket var sjö- och myrmalm. Bruket var i drift till 1880. Mellan 1892 och 1960 fanns ett glasbruk i orten.
Orten förlorade sin status som tätort 2010 på grund av minskande befolkning. År 2015 återfick orten sin status som tätort då folkmängden åter nådde 200 personer, men vid avgränsningen 2023 blev den åter klassad som småort.

### Befolkningsutveckling
| Befolkningsutvecklingen i Flerohopp 1960–2020                                                                  | Befolkningsutvecklingen i Flerohopp 1960–2020 | Befolkningsutvecklingen i Flerohopp 1960–2020 | Befolkningsutvecklingen i Flerohopp 1960–2020 | Befolkningsutvecklingen i Flerohopp 1960–2020 |
| --- | --------------------------------------------- | --------------------------------------------- | --------------------------------------------- | --------------------------------------------- |
| |                                               |                                               |                                               |                                               |
| År |                                               |                                               | Folkmängd                                     | Areal (ha)                                    |
| 1960 | 1960                                          |                                               | 258                                           |                                               |
| 1965 | 1965                                          |                                               | 213                                           |                                               |
| 1970 | 1970                                          |                                               | 212                                           |                                               |
| 1975 | 1975                                          |                                               | 225                                           |                                               |
| 1980 | 1980                                          |                                               | 248                                           |                                               |
| 1990 | 1990                                          |                                               | 259                                           | 52                                            |
| 1995 | 1995                                          |                                               | 239                                           | 52                                            |
| 2000 | 2000                                          |                                               | 228                                           | 52                                            |
| 2005 | 2005                                          |                                               | 209                                           | 52                                            |
| 2010 | 2010                                          |                                               | 195                                           | 52**                                          |
| 2010 | 2010                                          |                                               | 195                                           | 41#                                           |
| 2015 | 2015                                          |                                               | 200                                           | 51                                            |
| 2020 | 2020                                          |                                               | 200                                           | 51                                            |
| Anm.: Upphörde som tätort 2010. Åter tätort 2015. ** Som upphörd tätort (mindre än 200 invånare) # Som småort. |                                               |                                               |                                               |                                               |

## Samhället
I Flerohopp finns skola, daghem och idrottsplats.